# Sovjetska podmornica K-19
Sovjetska podmornica K-19 je bila strateška jedrska podmornica Sovjetske vojne mornarice zgrajena v okviru projekta 658. Bila je prva sovjetska strateška jedrska podmornica in je bila opremljena s tremi podmorniškimi balističnimi izstrelki R-13.
Na svoji prvi bojni patrulji je 4. julija 1961 utrpela popolno izgubo hladilne tekočine v desnem jedrskem reaktorju. Ker je bila brez pomožnega hladilnega sistema, je kapitan članom posadke ukazal naj najdejo rešitev, da bi se izognili stalitvi sredice reaktorja. Posadka je skozi ventilacijski sistem napeljala vodo in tako uspela konstruirati pomožni hladilni sistem ter preprečiti stalitev sredice reaktorja, čeprav je pri tem tvegala svoje življenje. V naslednjih dveh letih je od posledic sevanja umrlo skupno 22 članov posadke. Doživela je številne druge nesreče, vključno z dvema požaroma in trčenjem, zaradi česar je dobila vzdevek »Hirošima«.

## Zgodovina

### Projekt 658
Sovjetska zveza je razvoj novega razreda naročila 26. avgusta 1956 in oblikovanje se je začelo v Osrednjem konstruktorskem biroju morske tehnike Rubin septembra 1956 ter je bilo končano v začetku leta 1957. Glavni oblikovalec je bil sprva Pjotr Golosovski, nato Igor Mihajlov in na koncu Sergej Nikitič Kovaljov. Razred je bil oblikovan z namenom dohiteti Ameriško vojno mornarico, ki je prejela prvo strateško jedrsko podmornico decembra 1959.
Gradnja in preizkušanje podmornic sta potekala zelo hitro in posledično je veliko sovjetskih mornariških častnikov menilo, da podmornice v vojni mornarici niso primerne za boj. Za razliko od drugih podmornic so posadke na krovu prvih jedrskih podmornic Sovjetske vojne mornarice so uživale visok standard kakovosti hrane, ki je med drugim vključevala prekajene ribe, klobase, fino čokolado in sir.

### Gradnja K-19
Podmornica K-19 je bila naročena 16. oktobra 1957. Njen gredelj je bil položen na 17. oktobra 1958 v ladjedelnici Sevmaš v Severodvinsku. Gradnja in služba podmornice K-19 sta bili povezani s številnimi nesrečami. Preden se je gradnja začela, je zaradi nesreč in požarov umrlo 10 civilnih delavcev in en mornar. Med gradnjo je umrlo več delavcev: dva delavca sta umrla v požaru, še šest žensk pa je umrlo med lepljenjem gumijaste obloge za cisterno z vodo od dima. Med natovarjanjem izstrelkov je pokrov cevi z izstrelki zdrobil električarja do smrti, inženir pa je padel med dvema oddelkoma in umrl. Tudi po koncu gradnje se je soočala z okvarami in nesrečami, zaradi katerih je grozil tudi potop podmornice.
Podmornica je bila splavljena 8. aprila 1959. Pri tem je bila krščena s strani kapitana 3. stopnje V. Panova iz 5. nujne enote, pri čemer je bila prelomljena tradicija da steklenico šampanjca na ladijski krmi razbije ženska. Steklenica se ni razbila, temveč je zdrsela vzdolž propelerjev in se odbila od gumijaste obloge trupa. To je med morskimi posadkami tradicionalno razumljeno kot nesrečni znak. Prvi poveljnik podmornice je bil kapitan 2. stopnje Nikolaj Vladimirovič Zatejev.
Januarja 1960 je pri menjavi posadke nastala zmeda, ki je pripeljala do nepravilnega delovanja jedrskih reaktorjev. Pri tem se je v enem od jedrskih reaktorjev ukrivila nadzorna palica. Poškodba je terjala razstavljanje jedrskega reaktorja. Častniki na dolžnosti so bili odstranjeni in kapitan Panov je bil degradiran.
Zastava podmornice je bila dvignjena 12. julija 1960. Morsko preizkušanje je potekalo med 13. in 17. julijem ter med 12. avgustom in 8. novembrom 1960; podmornica je v tem času preplula 17.347 km. Podmornica je bila obravnavana kot končana 12. novembra 1960. Po vrnitvi na površino po plovbi pri polni hitrosti je posadka odkrila, da je večina gumijaste obloge odpadla in potrebno je bilo obnoviti po celotni površini.
Med potopom na testno globino 300 m je bila v reaktorskem odseku prijavljena poplava in kapitan Zatejev je ukazal naj se podmornica takoj dvigne na površino. Kasneje je bilo ugotovljeno, da med gradnjo delavci niso zamenjali tesnila. 

### Služba K-19
Podmornica je bila predana v uporabo Severni floti 30. aprila 1961. Posadka je obsegala 139 ljudi, vključno s člani raketnega, reaktorskega in torpednega odseka, zdravniki, kuharji, oskrbniki in nekaj opazovalnih uradnikov, ki niso bili del standardne posadke.
4. julija 1961 je med svojo bojno patruljo pod poveljstvom kapitana 1. stopnje Nikolaja Vladimiroviča Zatejeva v Severnem Atlantiku blizu južne Grenlandije prišlo do obsežnega puščanja v hladilnem sistemu desnega jedrskega reaktorja, kar je povzročilo znižanje pritiska vode v jedrskem reaktorju na ničlo in je povzročilo okvaro hladilne črpalke. Zaradi ločene okvare radijskega sistema dolgega obsega posadka ni mogla poklicati Moskve. Kljub temu, da so bile nadzorne palice vstavljene z mehanizmom vstavljenja v sili, se je temperatura sredice reaktorja začela nenadzorovano povečevati zaradi upadanja toplote iz cepitvenih produktov, ustvarjenih med normalnim delovanjem in na koncu dosegla 800 °C. Jedrski reaktor se je še naprej segreval, ker potrebne hladilne tekočine ni bilo na voljo med zaustavitvijo zaradi pomanjkljivosti v dizajnu, ki ni vključeval rezervnega hladilnega sistema.
Z drastično odločitvijo je Zatejev ukazal inženirskemu oddelku, da izdela nov hladilni sistem s tem, da odreže ventil odzračevalnika in privari novo cev za dovod vode. To je od posadke terjalo dolgotrajno delo pri visokem radioaktivnem sevanju. Nesreča je sprostila radioaktivno paro z jedrskimi proizvodi, ki se je prek prezračevalnega sistema ladje razširila na druge odseke. 
Zaradi nesreče so bili obsevani celotna posadka, večina ladje in trije balistični izstrelki na krovu. Vseh sedem članov inženirske ekipe in njihov opazovalni uradnik so umrli zaradi izpostavljenosti radioaktivnem sevanju v naslednjem mesecu. Petnajst mornarjev je umrlo v naslednjih dveh letih.
Namesto da bi nadaljeval s patruljo po določeni poti, se je poveljnik odločil obrniti proti jugu, kjer je pričakoval srečanje z dizel-električnimi podmornicami. Zaradi skrbi o mogočem uporu posadke je Zatejev ukazal v morje odvreči vse orožje majhnega kalibra razen petih pištol, ki jih je razdelil med svoje najbolj zaupanja vredne častnike. Sovjetska dizel-električna podmornica S-270 je sprejela šibke signale v sili podmornice K-19 in prišla na pomoč.
Signal so sprejele tudi ameriške vojne ladje v bližini in ponudile pomoč, ampak zaradi skrbi, da bi prišle sovjetske vojaške skrivnosti na zahod, jih je Zatejev zavrnil in K-19 je odplula dalje proti S-270. Poveljnik je dal posadko evakuirati in podmornica je bila odvlečena do domačega pomorskega oporišča. V naslednjih dveh letih je posadka popravila in zamenjala poškodovane jedrske reaktorje. Pri tem so bili radioaktivno onesnaženi bližnje okolje in območje v polmeru 700 m. in ekipa, ki jih je popravljala. Sovjetska vojna mornarica je odvrgla radioaktivni odsek v Karsko morje. K-19 se je vrnila v vojno mornarico z vzdevkom »Hirošima«.
Po mnenju vlade in njihove uradne izjave, naj bi popravljalna ekipa odkrila, da je bila katastrofa povzročena zaradi slabega varjenja med gradnjo. Ugotovili so, da med namestitvijo primarnega hladilnega sistema cevovodov varilec ni uspel prekriti površine izpostavljenih delov cevi z azbest krpami (potrebnimi za zaščito cevnih sistemov pred naključno izpostavljenostjo varilni iskri) zaradi utesnjenega delovnega prostora. Kaplja iz varilne elektrode je padla na nezaščiteno površino in povzročila nevidno razpoko. Ta razpoka je bila podvržena dolgotrajnim in visokim pritiskom (več kot 200 atmosfer) in je ogrožala celovitost cevi ter na koncu povzročila okvaro.
Drugi so ta zaključek izpodbijali. Upokojeni kontraadmiral Nikolaj Mormul je trdil, da ko je bil jedrski reaktor prvič zagnan na kopnem, ekipa gradbenikov ni pritrdila manometra na prvem hladilnem krogu. Preden je kdorkoli ugotovil, da je nastal problem so hladilne cevi že bile izpostavljene pritisku 400-ih atmosfer, dvakrat več od sprejemljive meje. 
1. februarja 2006 je nekdanji generalni sekretar Komunistične partije Sovjetske zveze Mihail Gorbačov Norveškemu Nobelovemu odboru v pismu predlagal, da posadka K-19 nominirajo za Nobelovo nagrado za mir zaradi njihovih dejanj 4. julija 1961.
V času svoje življenjske dobe je K-19 med 20.223 obratovalnimi urami prepotovala 534.940 km.